# Blondinen som alltid sa ja
Blondinen som alltid sa ja (engelska: The Marrying Man) är en amerikansk romantisk komedi från 1991 i regi av Jerry Rees.

## Handling
Playboyen Charley Pearl besöker Las Vegas med sina vänner och kommer hem nygift.

## Rollista i urval
- Kim Basinger - Vicki Anderson
- Alec Baldwin - Charley Pearl
- Robert Loggia - Lew Horner
- Elisabeth Shue - Adele Horner
- Paul Reiser - Phil
- Fisher Stevens - Sammy
- Peter Dobson - Tony
- Armand Assante - Bugsy Siegel
- Steve Hytner - George
- Kristen Cloke - Louise